# Glinkovskij rajon
Il Glinkovskij rajon (in russo Глинковский район?) è un rajon dell'Oblast' di Smolensk, nella Russia europea; il capoluogo è Glinka. Istituito nel 1929, ricopre una superficie di 1.223,2 chilometri quadrati e nel 2010 ospitava una popolazione di circa 5.000 abitanti.